# Honoré Dutrey
Honoré Dutrey (New Orleans, 19 februari 1894 - Chicago, 21 juli 1935) was een Amerikaanse jazztrombonist in de New Orleans-jazz

## Biografie
Honoré Dutrey werd bekend door zijn spel in de band van King Oliver, de Creole Jazz Band, waarmee hij in New Orleans en, in de jaren 1920, in Chicago optrad en meewerkte aan klassieke plaatopnames. In New Orleans werkte hij ook in de door George Moret geleide Excelsior Brass Band, alsook met Buddy Petit, Joe Robichaux en Jimmie Noone. Na zijn militaire dienst in 1917 trok hij naar Chicago. Zijn spel was anders dan dat van andere trombonisten uit New Orleans, zoals Kid Ory. Na zijn vertrek bij Oliver in 1924 had Dutrey kort een eigen groep, waarmee hij in Lincoln Gardens optrad. Tevens speelde hij met andere musici uit de jazzscene van Chicago, zoals in de groepen van Carroll Dickerson, Johnny Dodds en Louis Armstrong (diens Stompers). Dutrey leidde door een ongeval in de marine zijn leven lang aan astma en hij moest zijn beroep als muzikant daardoor in 1930 opgeven.
Volgens Leonard Feather was Dutrey een van de beste trombonisten van zijn tijd.